# اندینگن آم کایزراشتول
شهر اندینگن آن در کایزراشتول در ایالت بادن-وورتمبرگ در کشور آلمان واقع شده است و در مرز فرانسه قرار دارد.